# Emilie Valenciano
Emilie Valenciano Rojas (Zarcero, 15 de febrero de 1997) es una futbolista costarricense de defensa. Es miembro actual de la selección femenina de fútbol de Costa Rica, por la cual participó en la Copa Mundial de Fútbol Femenino de 2015 de FIFA.  También juega para el club Liga Deportiva Alajuelense Femenino en el mismo país.